# 294 km (obwód pskowski)
294 km (ros. 294 км) – przystanek kolejowy w pobliżu miejscowości Sidorowo, w rejonie pskowskim, w obwodzie pskowskim, w Rosji. Położony jest na linii dawnej Kolei Warszawsko-Petersburskiej.